# Источна Европа
Источна Европа је регија Европе која захвата 53,5% површине истоименог континента, односно 5.582.351 km2, у којој живи око 26,3% укупне европске популације, тачније око 200.105.253 становника.
До 1991. године цела регија била је у склопу једне државе – Савеза Совјетских Социјалистичких Република (скраћено СССР). Те године СССР се распао на петнаест независних држава, од којих њих три у целини (Украјина, Белорусија, Молдавија) и једна делимично (Русија) чине Источну Европу. Постоје и друге поделе Европе, али ова се заснива на подели за статистичке потребе УН-а.

## Физичко-географске одлике
Источна Европа претежно је смештена у северном умереном појасу. Простире се између средње и северне Европе на западу до границе Европе према Азији на истоку. Источна граница поклапа се са границом Европског континента.
На северу се простире до Баренцовог мора, а јужну границу чине Црно море, Кавказ и Каспијско језеро.
Источна Европа обухвата пространу брежуљкасту и таласасту Источноевропску низију. У темељу низије лежи стара платформа покривена дебелим седиментним слојем, док старе стене избијају на површину само у најсевернијим делу (полуострво Кола).

### Рељеф
Највећи део Источне Европе заузима пространа Источноевропска низија (Руска равница). Равницу прекида неколико побрђа, која представљају главна речна развођа Источне Европе.

### Клима
Источна Европа је удаљена од извора влаге и има изразито континенталну климу.
Источноевропска климатска област пружа се источно од линије која спаја Ботнички залив и црноморску обалу Бугарске, а обухвата европски део Русије и све државе Источне Европе.
Источноевропска климатска област се у правцу север–југ мења од веома хладне, оштре континенталне климе на северу, преко праве степске климе, до изразито суве, скоро пустињске климе око Каспијског језера. Лета су топла и влажна, док су зиме дуге и оштре, са постојаним снежним покривачем.
Само је уз обале Црног мора заступљена варијанта Средоземне климе прилагођене континенталним условима.

### Воде
Због великог низијског простора реке су дугих токова. Најдуже европске реке немају баш развијену речну мрежу зато што је количина падавина мала. Већином су пловне са бројним вештачким језерима, а неке су међусобно повезане каналима као нпр. Волга и Дон. Северни део низије је мочваран и има доста језера.
Главне реке Источне Европе су:
- Волга,
- Дон,
- Дњепар,
- Северна Двина и
- Печора

Највећа је Волга, која је у исто време и највећа река Европе. На њој је преграђивањем створен низ вештачких језера, што је омогућило да се регулише речни ток, покрећу хидроелектране и наводњавају поља. Волга је каналима повезана са пет мора.
На северу се налази много мочвара и језера, међу којима је највеће Ладошко језеро. Оно је каналима повезано са Баренцовим и Балтичким морем.

## Природне зоне
Источна Европа има велику меридијанску распрострањеност и захвата неколико природних зона. Због равничарског рељефа те зоне су јасно изражене.
Крајњи север, дуж обала Северног леденог океана, заузима тундра. Јужно од ње простире се тајга, коју затим смењују мешовите шуме. Јужно од Москве почиње степа, са усамљеним острвцима шуме. Дрвеће постепено нестаје, па почиње широк појас степе, скоро потпуно претворен у оранице (културна степа).
Клима и травна вегетација степе стварају погодније услове за постојање веома плодног земљишта – чернозем. Он садржи много хумуса и лако се обрађује. Простире се у широком појасу преко југа Украјине, европског дела Русије и Сибира. Плодност чернозема смањује се због ерозије, дубоког орања и претеране примене вештачких ђубрива.
Степа сеже све до обала Црног мора, а уз Каспијско језеро прелази у зону сувих степа и полупустиња. У приобаљу Црног мора заступљена је суптропска вегетација.

## Друштвено-географске одлике

### Становништво
У источној Европи живи 26,3% европског становништва. Становништво ове регије је већином словенског порекла. Најбројнији Словени су Руси, али ту спадају и Белоруси и Украјинци. Густина насељености је око 32 становника/km2. Несловенско становништво претежно живи у балтичким земљама и у Молдавији.
Озбиљан проблем земаља Источне Европе представља непрестано смањивање броја становника. Распад Совјетског Савеза донео је погоршање материјалног и здравственог стања становништва. Наталитет је опао, морталитет се повећао, а исељавање постало масовно.
Земље источне Европе спадају данас у демократске земље. Демократске земље су оне које демократију узимају као основно људско право. У њима народ слободно бира ко ће руководити земљом. Општи избори одржавају се обично сваке четврте године и на њих могу изаћи сви пунолетни грађани. На изборима за скупштину гласа се за неку од политичких партија, а владу оснива партија која добије највише гласова.

### Миграције
Двадесети век у источној Европи обележиле су масовне миграције становништва. Пре Другог светског рата људи су се селили у правцу истока: на Урал, Сибир и на Далеки исток. После рата, у доба великог замаха индустријализације, много људи се преселило из Русије, у друге републике Совјетског Савеза. Тако је 1989. године ван Русије живело око 25.000.000 Руса. После распада Совјетског Савеза миграције су добиле обрнут смер. Из некадашњих совјетских република и са Далеког истока ка европском делу Русије слило се око три милиона Руса.

### Религија
- 1. православни - Руси, Украјинци, Белоруси, Гагаузи, Молдавци, Лапонци, Карели, Вепси, Ижори, Воти, Осети
- 2. римокатолици - Литванци
- 3. гркокатолици - Русини
- 4. протестанти - Летонци, Естонци, Ливонци
- 5. муслимани - Татари, Кримски Татари, већина народа Северног Кавказа

### Народи
Источну Европу настањују следећи народи.
- 1. Словени - Руси, Украјинци, Белоруси, Русини
- 2. Романи - Молдавци
- 3. Угро-Финци - Естонци, Лапонци, Ливонци, Карели, Вепси, Ижори, Воти
- 4. турски народи - Татари, Кримски Татари, Башкири, Гагаузи, Карачајци, Балкари, Кумици
- 5. балтички народи - Летонци и Литванци

## Економско-географске одлике

### Природни ресурси
Источна Европа је богата многим природним ресурсима. Првенствено, то су залихе земног гаса и нафте, што Русија води. Источна Европа чини око 18% од укупне вредности светске рударске производње. Значајне су: железне руде, руде мангана, хрома, лигнита, угља, злата, платина, живе, цинка, бакра, боксита, олова, молибдена, никла, волфрама и уранијумом. Најстарији и најважнији рудници угља у Кузњецку, Доњецку, Москви и Уралског басена.
Највеће резерве нафте и земног гаса су од Урала до Каспијског мора. Са богатим рудницима развијених у индустрији челика, и богате резерве угља, нафте, земног гаса и уранијума дали су велики потенцијал за производњу енергије. Поред тешке и лаке индустрије такође је била развијена, хемијска, текстилна, прехрамбена и дрвна индустрија. Најважнији индустријски градови овог подручја су Москва, Санкт Петербург, Кијев и Волгоград.
Након распада Совјетског Савеза, привреда и индустрија је доживела економски колапс, у земљама Источне Европе су сиромашни зависили од помоћи запада. Током 1990-их, земље Источне Европе су се окренули извозу својих природних ресурса, што је допринело огромно богатство, али потпуно уништење њихове индустрије. У последњих неколико година дошло је до економске стабилизације, посебно Русије, и поновног индустријског раста. Земље Источне Европе имају погодан положај, јертргују са главним европским тржиштима на западу и Кине на истоку. Русија представља један од главних фактора глобалне енергетске стабилности.
Све ово је оквир будућег развоја региона. У Молдавији, Украјини и Белорусији и даље је економска ситуација лоша, мада постоје мања побољшања, које је вероватно узроковано њиховој зависности од руске енергије.
Пољопривредна производња у овом делу Европе генерално заостаје од светског просека. У совјетској ери, приморани колективизацији, потпуно су уништили село и пољопривредна продуктивности је знатно смањена. Тако је, поред плодне земље и добрих условима, често долази до недостатка хране. Углавном су произведене житарице, индустријско биље, шећерна репа, лан, сунцокрет, кукуруз, дуван, овас, пиринач и јечам. На обали Црног мора гаји се вино, воће и поврће, које управља већина медитеранских култура. Воће и поврће се не гаји због суптропске климе на северу, тако да се углавном гаји кромпир и јабука.
Сточарство је углавном заснивано на свиње, овце и говеда, али и на фармама крзна на северу. Риболов је добро развијен у Русији због излаза на море, као и велики број река и језера. Након колапса, пољопривреда и индустрија Совјетског Савеза је пропала, али се брзо опоравила, тако да је пољопривредна производња бележила све већи раст из године у годину.

### Саобраћај и транспорт
Транспортна мрежа је прилично развијена, а главни саобраћајни правци су:
- смер северног дела Средње Европе – Источна Европа (Берлин – Москва),
- јужни део средње Европе – Источна Европа у два правца према северном и средњем Јадрану
- Источна Европа – Егејско море (Санкт Петербург – Кијев – Кишињев – Букурешт – Егејско море)

Железнички саобраћај је веома развијен, као што су приказане велике железничке мреже у региону. Изградња гасовода, поред већ изграђеног гаса и нафте, је једна од најразвијенијих у односу на осталу Европу. Поморски саобраћај је у последњих неколико година ушао у фазу да убрза приватизацију, због повећања извоза сировина и индустријских производа из Источне Европе.